# Eucalyptus longifolia

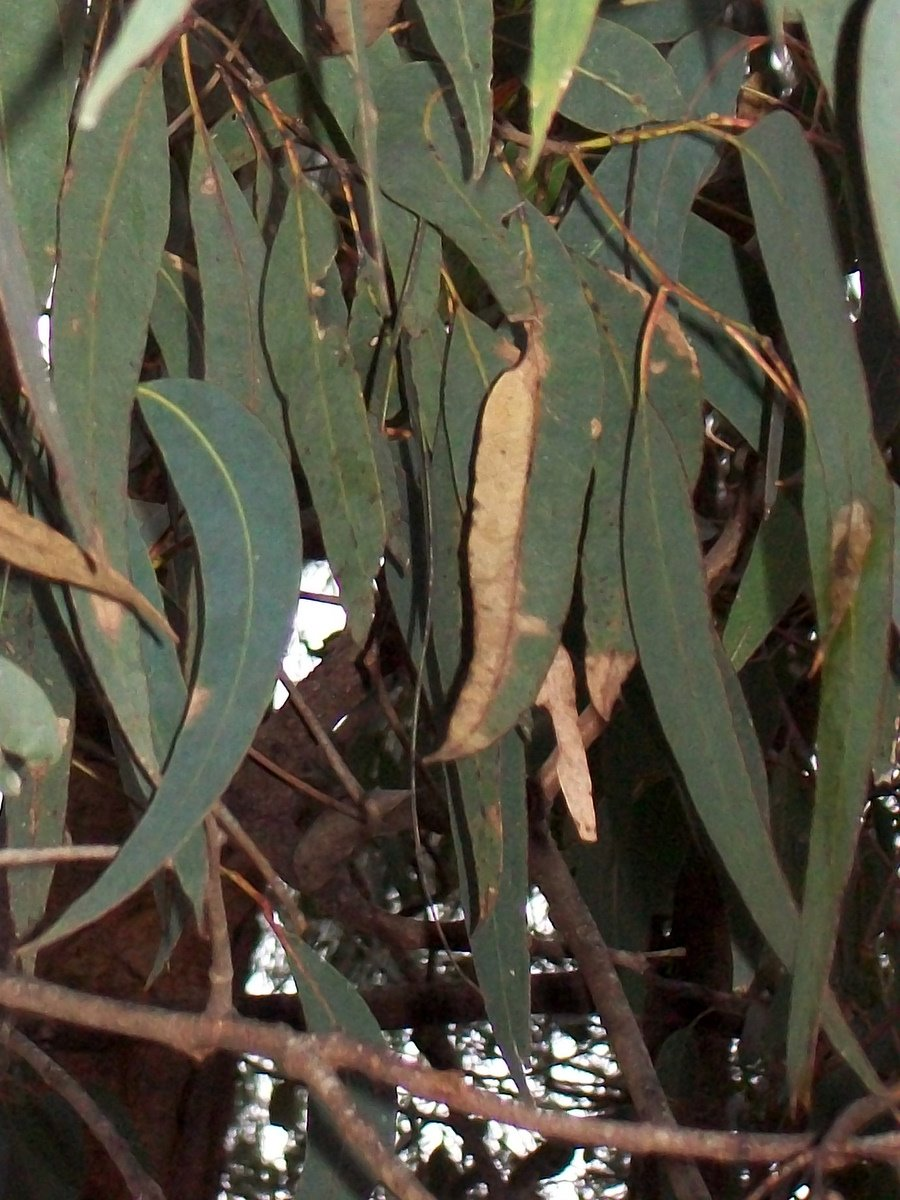
Blätter

Eucalyptus longifolia ist eine Pflanzenart innerhalb der Familie der Myrtengewächse (Myrtaceae). Sie stammt aus New South Wales und wird dort „Woolybutt“ genannt, dieser bezieht sich auf das Aussehen der Borke.

## Beschreibung

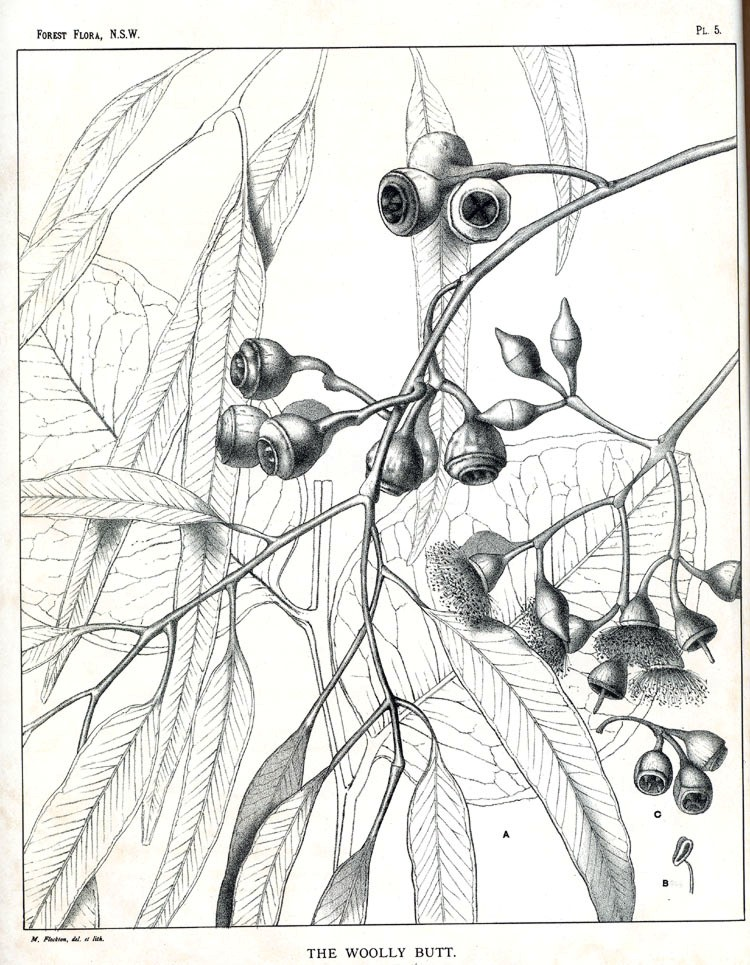
The Wooly Butt (Tafel 5 aus Forest Flora of New South Wales von Joseph Henry Maiden (1859–1925))

### Erscheinungsbild und Blatt
Eucalyptus longifolia wächst als Baum, der Wuchshöhen von bis zu 35 Meter und Stammdurchmesser von bis über 1 Meter erreicht. Die Borke verbleibt am Stamm und den größeren Ästen, ist grau, faserig-schuppig, oben weich weiß oder grau und schält sich in kurzen Bändern oder Schuppen ab.
Bei Eucalyptus longifolia liegt Heterophyllie vor. Die Laubblätter an jungen Exemplaren sind eiförmig oder breit-lanzettlich und matt grau-grün. Die gleichfarbig grau-grünen oder matt blau-grünen Laubblätter an erwachsenen Exemplaren sind bei einer Länge von 10 bis 25 cm und einer Breite von 1,5 bis 2,6 cm schmal-lanzettlich oder lanzettlich.

### Blütenstand und Blüte
An im Querschnitt stielrunden oder kantigen 11 bis 34 mm langen Blütenstandsschäften stehen jeweils etwa drei Blüten in doldenähnlichen Blütenständen. Die stielrunden Blütenstiele sind 4 bis 20 mm lang. Die Blütenknospen sind bei einer Länge von 14 bis 26 mm und einem Durchmesser von 6 bis 12 mm spindelförmig. Die Calyptra ist konisch und mindestens so lang und breit wie der Blütenbecher (Hypanthium).

### Frucht
Die Frucht ist bei einer Länge von 10 bis 17 mm lang und einem Durchmesser von 9 bis 16 mm zylindrisch, ei- oder glockenförmig. Der Diskus ist eingedrückt, die Fruchtfächer sind eingeschlossen oder auf dem Niveau des Randes.

## Ökologie
Eucalyptus longifolia wächst nach Waldbränden aus schlafenden Knospen wieder auf. Die Bäume können über 100 Jahre alt werden. Der Graukopf-Flughund und der Kleine Rote Flughund ernähren sich von seinen Blüten.

## Vorkommen
Eucalyptus longifolia ist von Morisett in der Mitte der Ostküste von New South Wales bis zur Grenze nach Victoria verbreitet. Im Norden ihres Verbreitungsgebietes tritt sie nur sporadisch auf, ist aber im Süden, etwa von Nowra bis Bega, häufiger anzutreffen. Im Allgemeinen wächst sie auf Lehmböden und in Auwäldern, gelegentlich auch auf schlecht entwässernden Böden in Tälern und niedrig gelegenen Gebieten. In lichten Hartlaubwäldern ist Eucalyptus longifolia mit Eucalyptus acmenoides, Eucalyptus moluccana, Eucalyptus tereticornis und Angophora floribunda vergesellschaftet; in sumpfigen Gebieten findet man sie zusammen mit Eucalyptus robusta und Myrtenheiden-Arten, wie Melaleuca linariifolia, Melaleuca stypheloides sowie Melaleuca ericifolia.

## Systematik
Die Erstbeschreibung von Eucalyptus longifolia erfolgte 1822 durch den deutschen Naturforscher Heinrich Friedrich Link in Enumeratio Plantarum Horti Regii Berolinensis Altera, 2, S. 29. Ein Synonym für Eucalyptus longifolia Link ist Eucalyptus woollsii F.Muell. Das Artepitheton longifolia ist aus den lateinischen Wörtern longus (deutsch lang) und folium (deutsch Blatt) zusammengesetzt.
Eucalyptus longifolia gehört zur Section Similares aus der Untergattung Symphyomyrtus innerhalb der Gattung Eucalyptus.

## Verwendung
Das dunkelrote Holz ist hart und widersteht Wasser und Termiten. Aus ihm werden Eisenbahnschwellen und andere Konstruktionselemente hergestellt. Auch für die Bienenhaltung ist Eucalyptus longifolia wichtig. Der Baum dient als Schattenspender und Windschutz für Pferche, ist aber für Privatgärten zu groß.

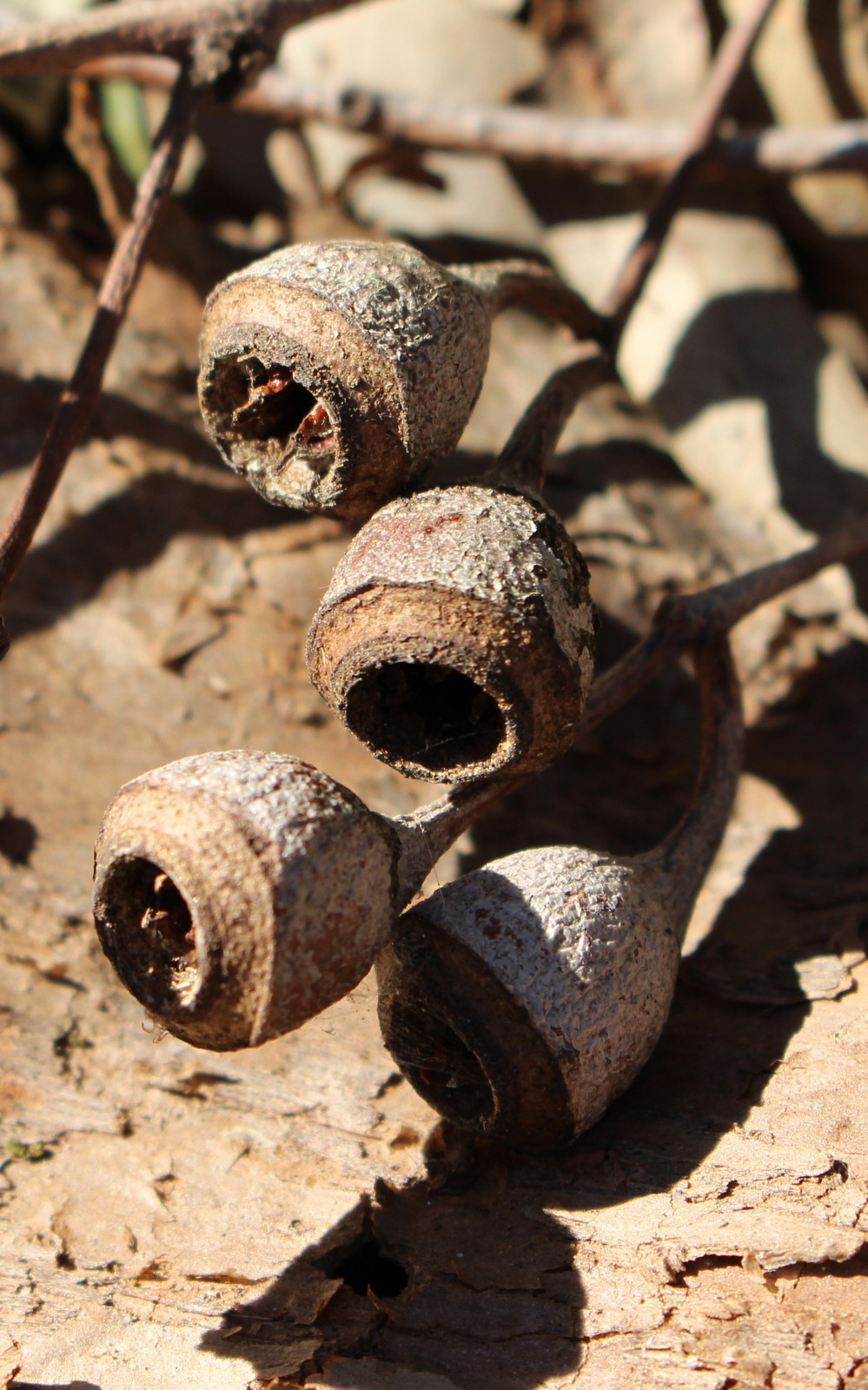
Früchte „Woollybutt gumnuts“, Sydney